# Régiment Royal dragons
Pour les articles homonymes, voir régiment Royal (homonymie).
Le régiment Royal dragons est un régiment de cavalerie français d'Ancien Régime créé en 1667 sous le nom de régiment des Dragons étrangers du Roi devenu sous la Révolution le 1er régiment de dragons.

## Création et différentes dénominations
- 1667 : création du régiment des Dragons étrangers du Roi
- 2 avril 1668 : dédoublé en régiment Royal dragons et régiment Colonel-Général dragons
- 1er janvier 1791 : renommé 1er régiment de dragons
- 18 juin 1811 : transformé en chevau-légers lanciers, le 1er régiment de chevau-légers lanciers
- 1815 : licencié

## Équipement

### Guidons
4 guidons « de ſoye bleue, Soleil d’or au milieu, & deviſe du Roi, ſemez de fleurs de lys brodées en or & en argent, & frangez de même ».

### Habillement

Uniformes
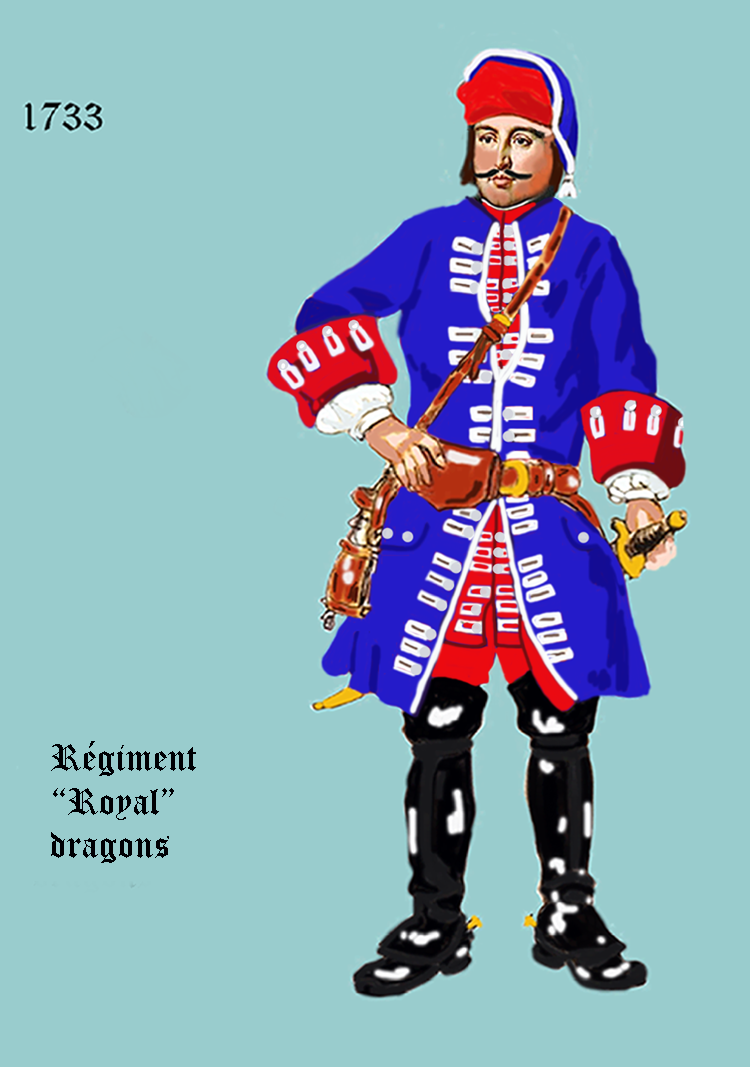
régiment Royal dragons de 1733 à 1750
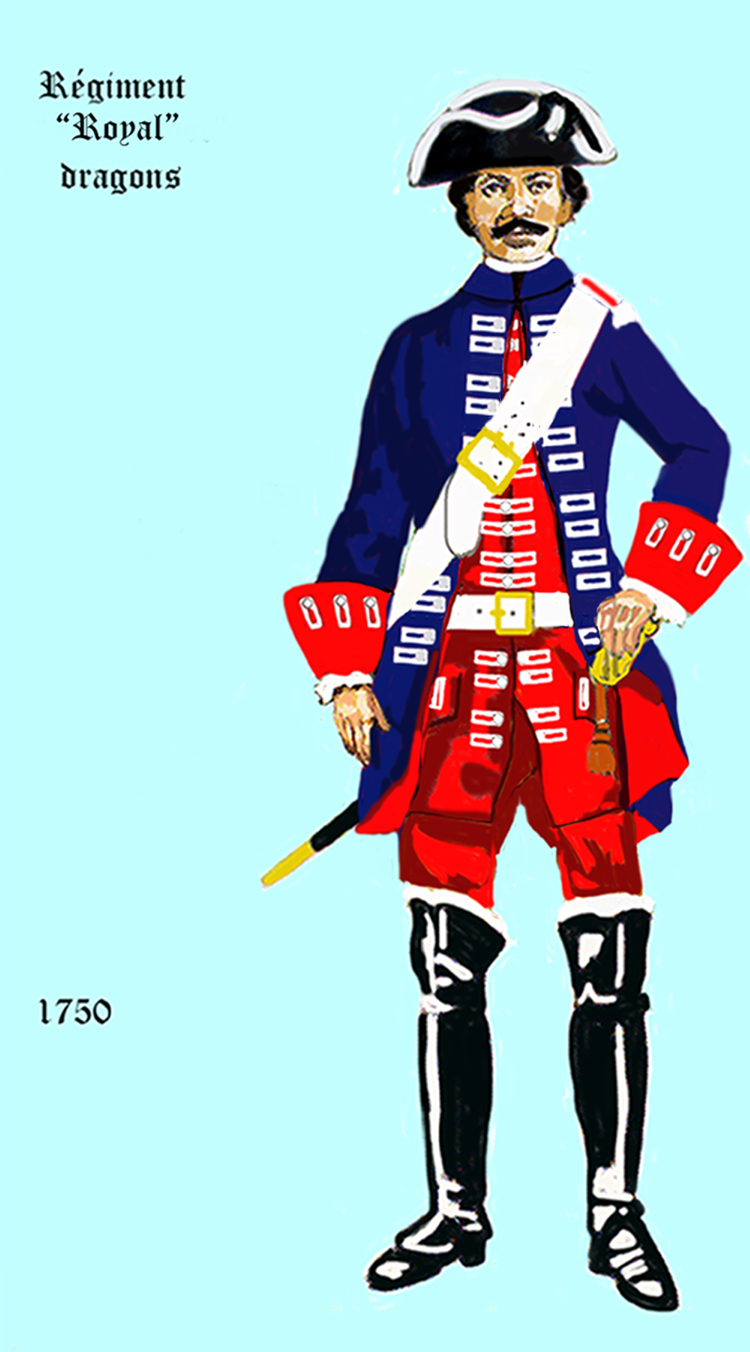
régiment Royal dragons de 1750 à 1762
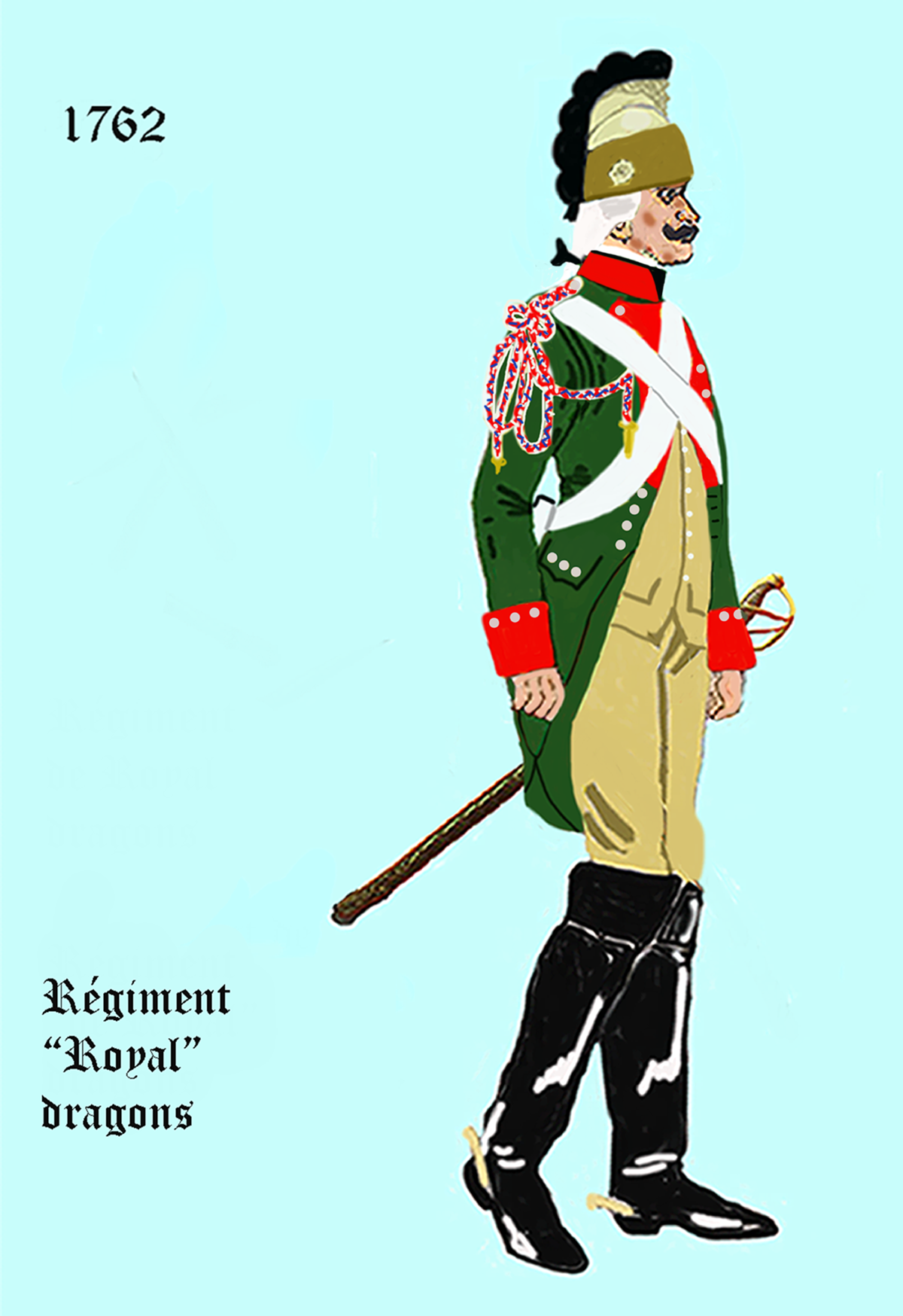
régiment Royal dragons de 1762 à 1763
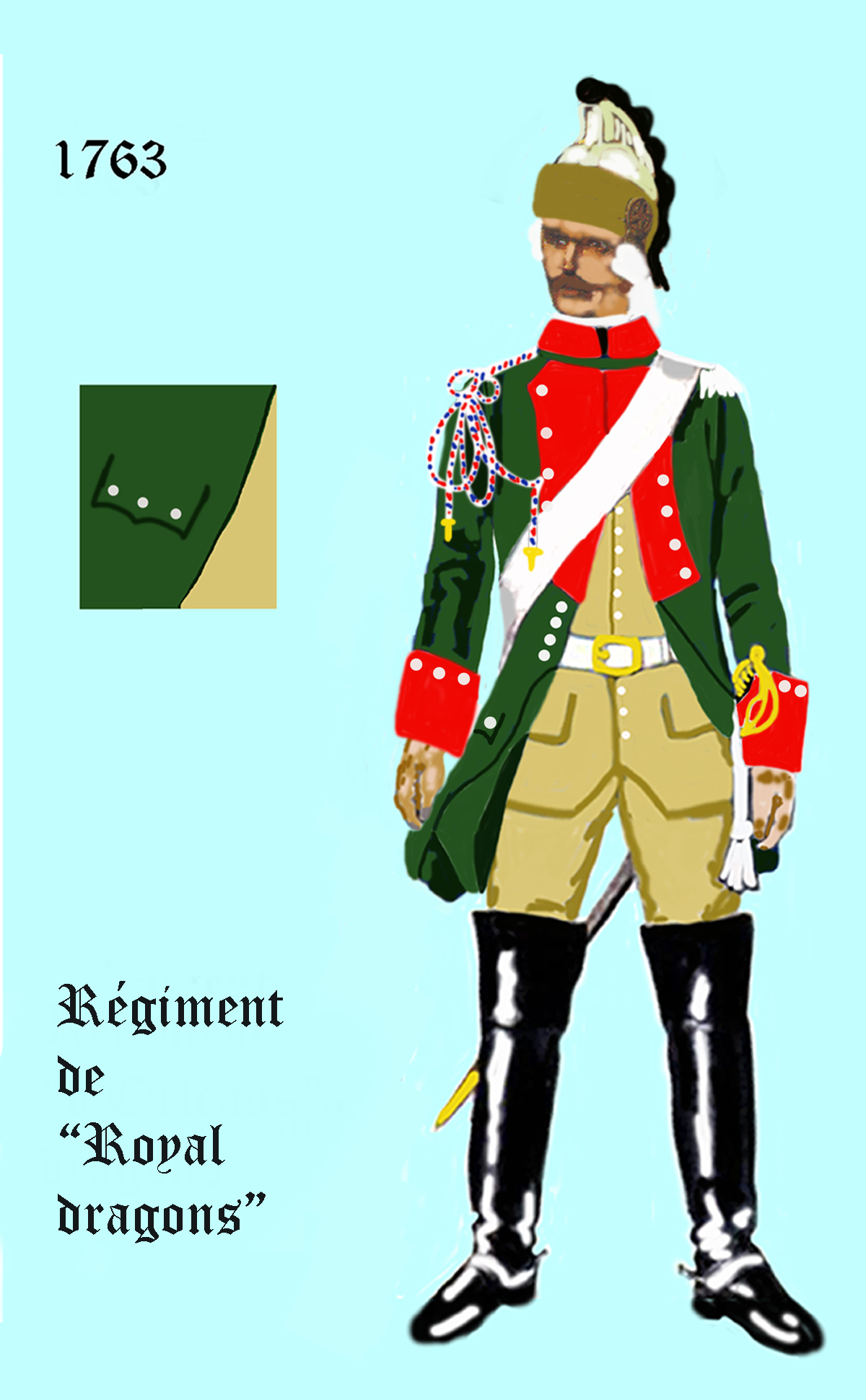
régiment Royal dragons de 1763 à 1776

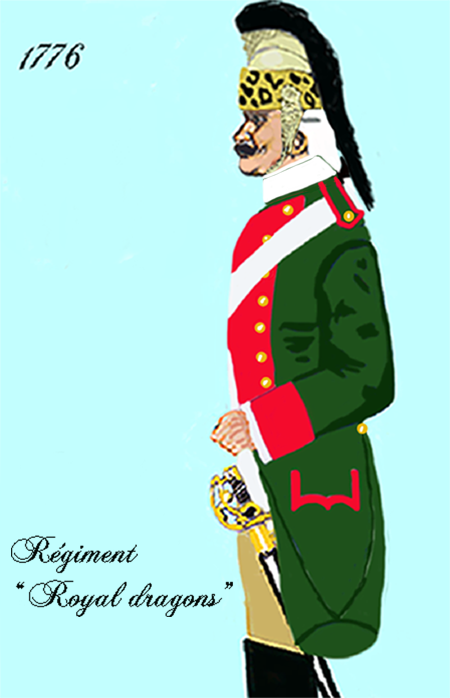
régiment Royal dragons de 1776 à 1779
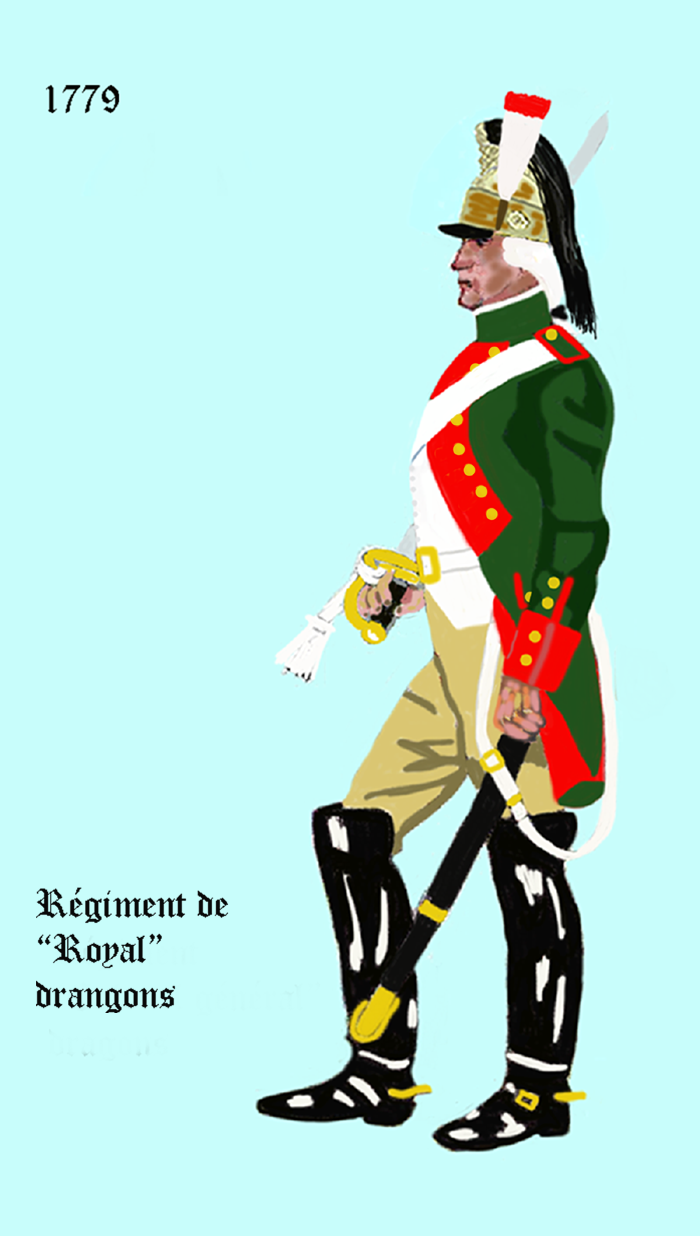
régiment Royal dragons de 1779 à 1786
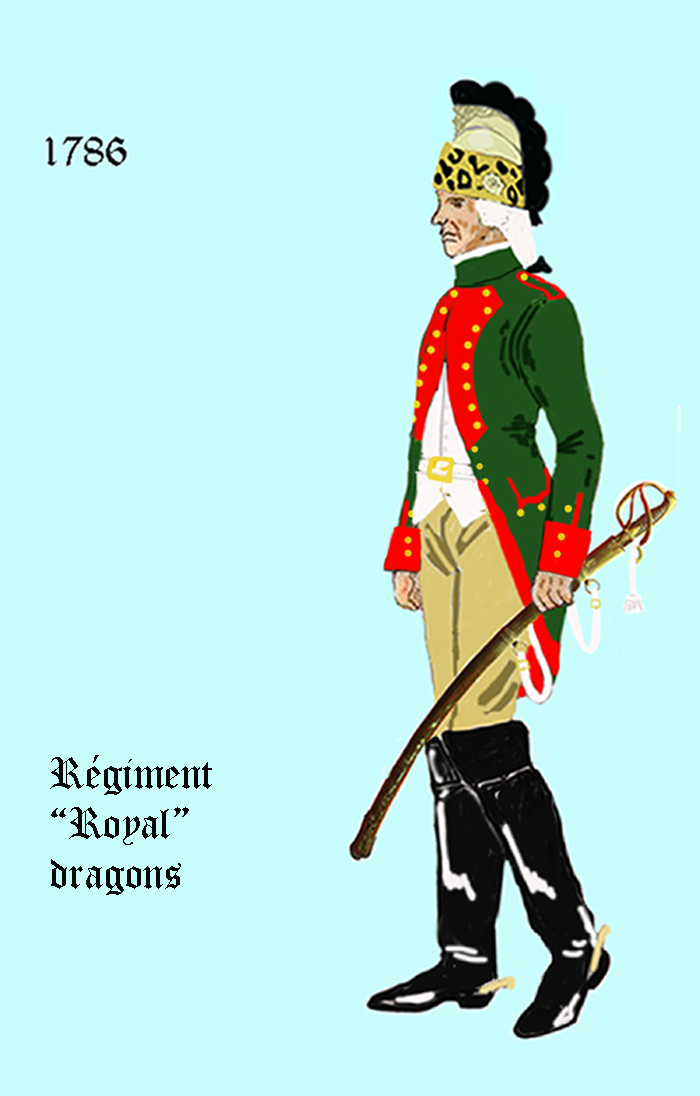
régiment Royal dragons de 1786 à 1791
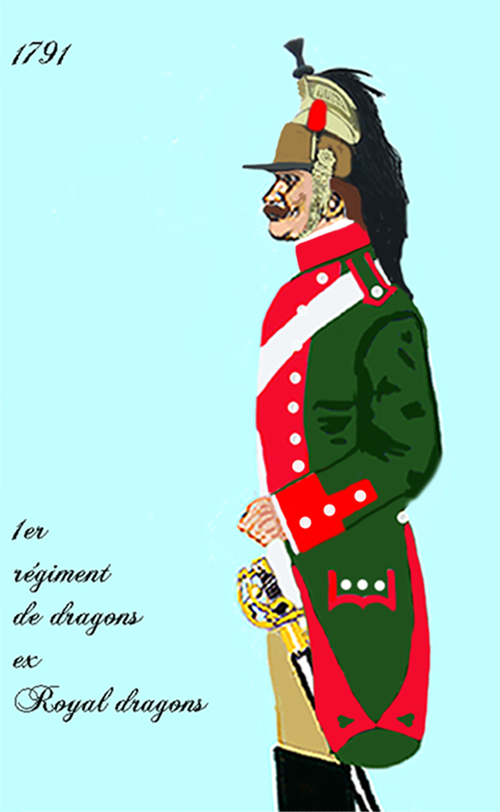
1er régiment de dragons après 1791

Illustrations de Vernet de la série « La grande armée de 1812 »
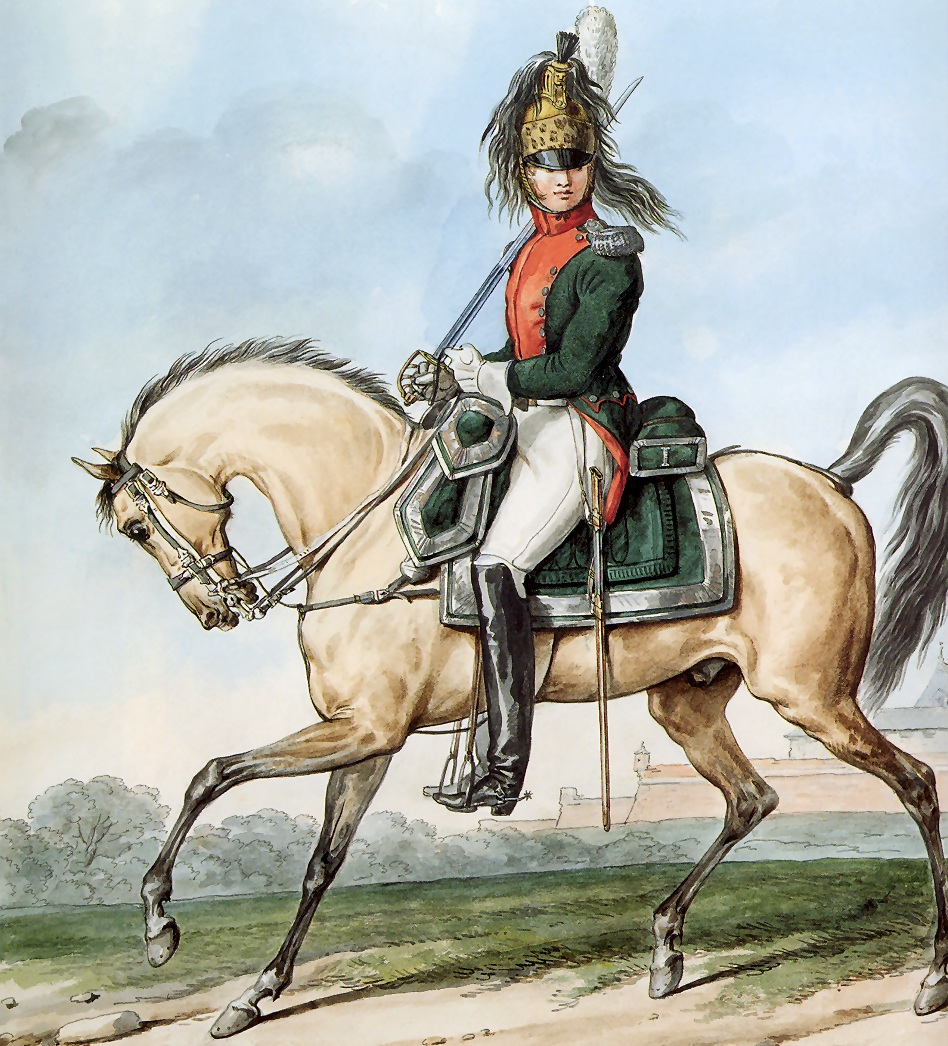
colonel à cheval du 1er régiment de dragons
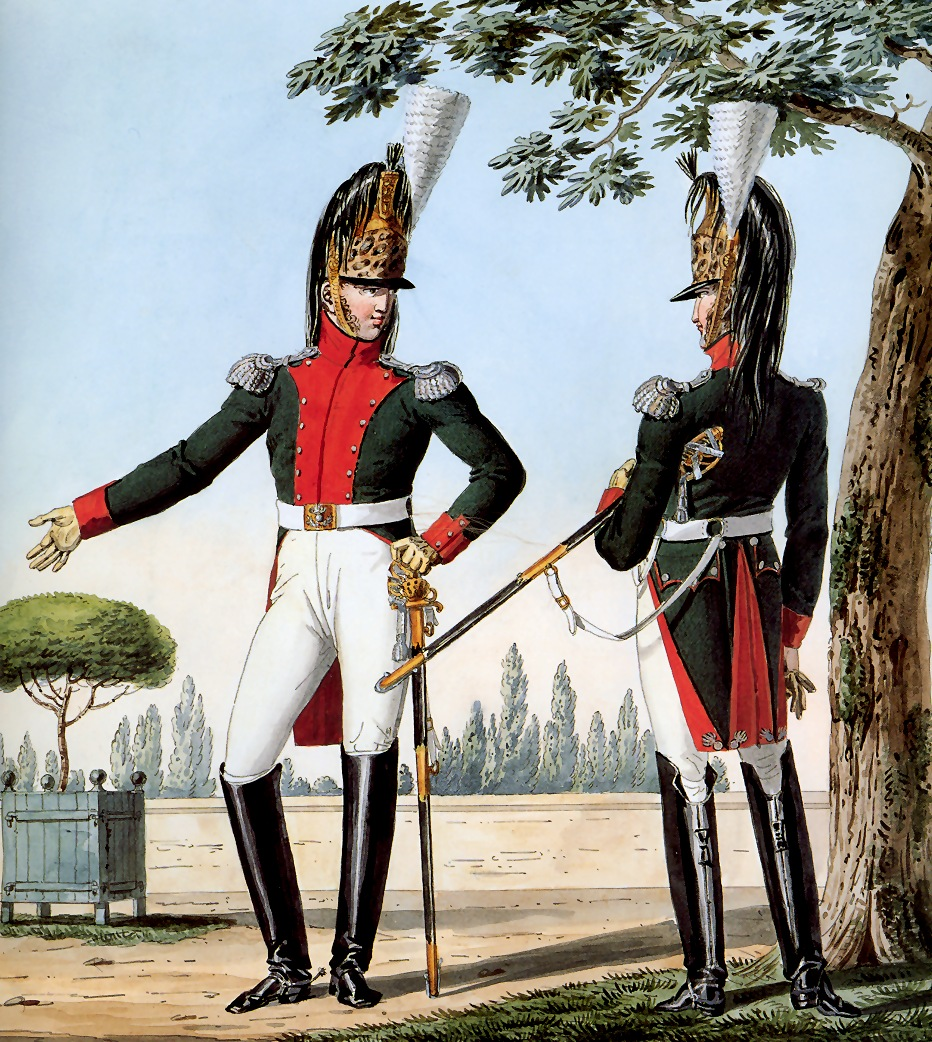
1er régiment de dragons
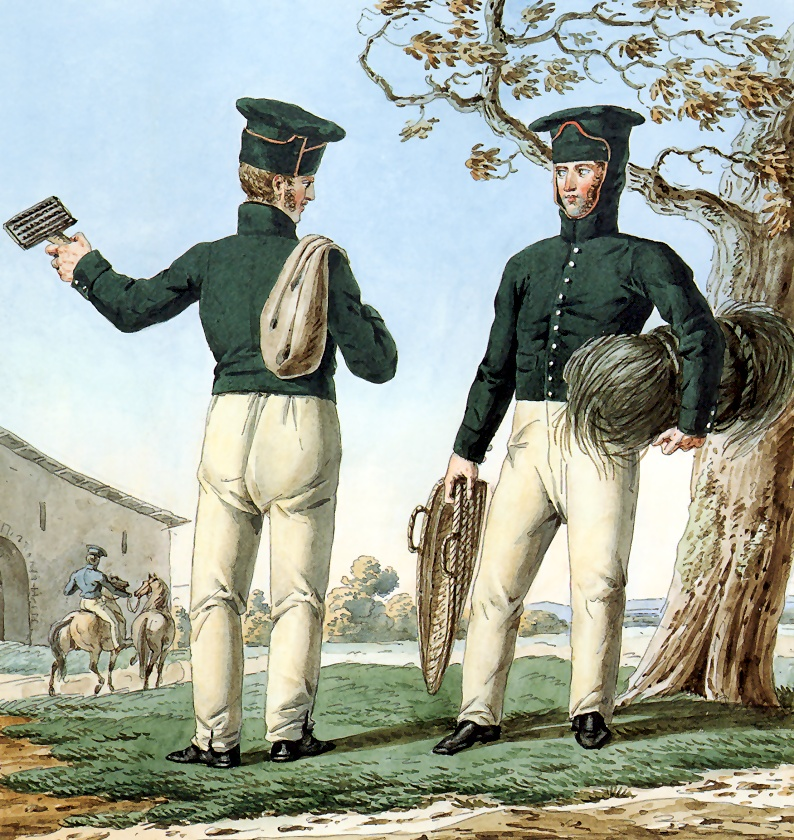
1er régiment de dragons

## Historique

### Mestres de camp-lieutenants et colonels
- 1667 : Antoine Nompar de Caumont, marquis de Puyguilhem puis comte puis duc de Lauzun, maréchal de camp en 1663, colonel général des dragons le 2 avril 1668, lieutenant général le 14 mars 1670, commandant d’armée le 1er février 1690, † 23 novembre 1723
- 2 avril 1668 : Charles de Bonvisy
- 2 septembre 1669 : Louis François, marquis de Boufflers, maréchal de France en 1693
- 23 mai 1679 : Yves, marquis d’Alègre, maréchal de France en 1724
- 27 avril 1693 : Louis Armand de Beautru, comte de Nogent
- 12 mai 1704 : Paul Édouard Colbert, comte de Creuilly
- 10 mars 1734 : André Hercule de Rosset de Rocozel, duc de Fleury
- 7 juin 1744 : N., marquis de La Blache
- 10 juin 1757 : Joseph Alexandre, comte de La Blache
- 1er janvier 1770 : Charles Olivier de Saint-Georges, marquis de Vérac
- 2 juillet 1776 : Armand Louis de Gontaut-Biron, duc de Lauzun
- 16 août 1778 : Jean Armand Henri Alexandre, marquis de Gontaut
- 10 mars 1788 : François Alexandre Antoine, vicomte de Loménie de Brienne
- 21 septembre 1788 : Antoine Gabriel Clériadus, duc de Choiseul-Stainville
- 21 octobre 1791 : David Maurice de Barreau-Champoulies de Muratel
- 13 septembre 1792 : Louis de Tolozan
- 8 mars 1793 : Louis Charles François Benoît du Blaisel
- 21 mars 1797 : Jean-Baptiste Théodore Vialanes
- 31 août 1803 : Jean Thomas Arrighi de Casanova
- 19 juin 1806 : Stanislas Marie Joseph Ignace Laurent d’Oullembourg
- 5 avril 1807 : Paul Ferdinand Stanislas Dermoncourt
- 5 août 1813 : Jean-Baptiste Nicolas, baron Jaquinot
- 28 mars 1815 : N. Dubessy

### Campagnes et batailles
Le 1er régiment de dragons a fait les campagnes de 1792 à 1794 à l’armée de la Moselle.
Il a fait les campagnes des ans IV et V à l’armée de Sambre et Meuse ; an VI aux armées de l’Ouest et de Mayence ; an VII aux armées de Mayence et du Danube ; an VII aux armées du Rhin et d’Italie ; an IX à l’armée d’Italie.
Campagnes des ans XII et XIII au 1er corps de cavalerie de réserve ; an XIV à la Grande Armée ; 1806 et 1807 au corps de cavalerie de réserve et au corps d’observation de la Gironde ; 1808 à l’armée de Portugal ; de 1809 à 1811 à l’armée d’Espagne.
Le 1er régiment de chevau-légers lanciers a fait les campagnes de 1812 au corps d’observation de l’Elbe (1er corps de cavalerie de réserve de la Grande Armée) ; 1813 au 1er corps de cavalerie de la Grande Armée ; 1814 au 1er corps de cavalerie.

### Quartiers
- Maubeuge[1]